# Edvige del Palatinato-Neuburg
Edvige di Neuburg (Hedwig Elisabeth Amelia; Düsseldorf, 18 luglio 1673 – Breslavia, 10 agosto 1722) fu una principessa del Palatinato-Neuburg, figlia di Filippo Guglielmo, Elettore Palatino e di sua moglie, la langravia Elisabetta Amalia d'Assia-Darmstadt.

## Biografia
Nata nello Stadtschloss a Düsseldorf, era la quindicesima di diciassette figli. Tra le sue sorelle vi furono Eleonora Maddalena, Imperatrice del Sacro Romano Impero, Maria Sofia, Regina del Portogallo, Maria Anna, Regina di Spagna e Dorotea Sofia, Duchessa di Parma madre della famosa Elisabetta Farnese.
Tra i suoi nipoti vi furono Carlo VII, Imperatore del Sacro Romano Impero e Clemente Augusto di Baviera, Arcivescovo di Colonia. Altri nipoti furono: il futuro Giovanni V del Portogallo nonché la sua consorte Maria Anna d'Austria (figlia dell'Imperatrice Eleonora Maddalena).
Il suo futuro marito era fidanzato con Ludwika Karolina Radziwiłł, ma il matrimonio non si concretizzò e quindi lei poté sposarlo.
Sposò a Varsavia l'8 febbraio 1691 il principe Giacomo Luigi Sobieski, figlio del re Giovanni III Sobieski.
Ebbero cinque figlie femmine, due delle quali ebbero discendenza.
Essendo la Polonia una monarchia elettiva e non ereditaria, alla morte di suo suocero, Giovanni III Sobieski, fu eletto nuovo re Augusto II di Polonia.
Morì nel 1722 e fu sepolta a Breslavia.

## Connessioni genealogiche
Suo nipote, attraverso sua figlia Maria Clementina, era Carlo Edoardo Stuart, detto anche Bonnie Prince Charlie. Poiché sua sorella Eleonora Maddalena sposò Leopoldo I, Imperatore del Sacro Romano Impero, sua pronipote fu Maria Teresa d'Austria, la grande imperatrice che fu anche madre di Maria Antonietta.
Attraverso la nipote Marie Louise de La Tour d'Auvergne, figlia di sua figlia Maria Carolina, a tutt'oggi esistono suoi discendenti in Austria, i Principi di Guéméné, pretendenti al Ducato di Bouillon.

## Discendenza
Edvige diede alla luce sei figli:
- Maria Leopoldina (30 maggio 1693-12 luglio 1695);
- Maria Casimira (20 gennaio 1695-18 maggio 1723) diventò suora, suo padre tentò di darla in moglie a Carlo XII di Svezia;
- Maria Carolina (25 novembre 1697-8 maggio 1740), che sposò nel 1723 Frédéric Maurice Casimir de La Tour d'Auvergne (1702 – 1723) e poi il di lui fratello Charles Godefroy (1706 – 1771);[3]
- Giovanni (21 ottobre 1698-luglio 1699);
- Maria Clementina (18 luglio 1702-Roma, 18 gennaio 1735), che sposò Giacomo Francesco Edoardo Stuart, principe d'Inghilterra e Scozia;
- Maria Maddalena (3 agosto 1704).

## Ascendenza
|                                           |                           |                                   | Genitori                            |  |  | Nonni |  |  | Bisnonni                             |  |  | Trisnonni                           |  |
|                                           |                           |                                   |                                     |  |  |       |  |  | Filippo Luigi del Palatinato-Neuburg |  |  | Volfango del Palatinato-Zweibrücken |  |
|                                           |                           |                                   |                                     |  |  |       |  |  | Filippo Luigi del Palatinato-Neuburg |  |  | Volfango del Palatinato-Zweibrücken |  |
|                                           |                           | Anna d'Assia                      |                                     |  |  |       |  |  | Filippo Luigi del Palatinato-Neuburg |  |  |                                     |  |
| Volfango Guglielmo del Palatinato-Neuburg |                           |                                   |                                     |  |  |       |  |  | Filippo Luigi del Palatinato-Neuburg |  |  |                                     |  |
|                                           |                           | Anna di Jülich-Kleve-Berg         | Guglielmo di Jülich-Kleve-Berg      |  |  |       |  |  |                                      |  |  |                                     |  |
|                                           |                           | Anna di Jülich-Kleve-Berg         | Guglielmo di Jülich-Kleve-Berg      |  |  |       |  |  |                                      |  |  |                                     |  |
|                                           |                           | Anna di Jülich-Kleve-Berg         | Maria d'Austria                     |  |  |       |  |  |                                      |  |  |                                     |  |
| Filippo Guglielmo del Palatinato          |                           | Anna di Jülich-Kleve-Berg         |                                     |  |  |       |  |  |                                      |  |  |                                     |  |
|                                           |                           | Guglielmo V di Baviera            | Alberto V di Baviera                |  |  |       |  |  |                                      |  |  |                                     |  |
|                                           |                           | Guglielmo V di Baviera            | Alberto V di Baviera                |  |  |       |  |  |                                      |  |  |                                     |  |
|                                           |                           | Guglielmo V di Baviera            | Anna d'Austria                      |  |  |       |  |  |                                      |  |  |                                     |  |
| Maddalena di Baviera                      |                           | Guglielmo V di Baviera            |                                     |  |  |       |  |  |                                      |  |  |                                     |  |
|                                           |                           | Renata di Lorena                  | Francesco I di Lorena               |  |  |       |  |  |                                      |  |  |                                     |  |
|                                           |                           | Renata di Lorena                  | Francesco I di Lorena               |  |  |       |  |  |                                      |  |  |                                     |  |
|                                           |                           | Renata di Lorena                  | Cristina di Danimarca               |  |  |       |  |  |                                      |  |  |                                     |  |
| Edvige del Palatinato-Neuburg             |                           | Renata di Lorena                  |                                     |  |  |       |  |  |                                      |  |  |                                     |  |
|                                           | Luigi V d'Assia-Darmstadt | Giorgio I d'Assia-Darmstadt       |                                     |  |  |       |  |  |                                      |  |  |                                     |  |
|                                           | Luigi V d'Assia-Darmstadt | Giorgio I d'Assia-Darmstadt       |                                     |  |  |       |  |  |                                      |  |  |                                     |  |
|                                           | Luigi V d'Assia-Darmstadt | Maddalena di Lippe                |                                     |  |  |       |  |  |                                      |  |  |                                     |  |
| Giorgio II d'Assia-Darmstadt              | Luigi V d'Assia-Darmstadt |                                   |                                     |  |  |       |  |  |                                      |  |  |                                     |  |
|                                           |                           | Maddalena di Brandeburgo          | Giovanni Giorgio di Brandeburgo     |  |  |       |  |  |                                      |  |  |                                     |  |
|                                           |                           | Maddalena di Brandeburgo          | Giovanni Giorgio di Brandeburgo     |  |  |       |  |  |                                      |  |  |                                     |  |
|                                           |                           | Maddalena di Brandeburgo          | Elisabetta di Anhalt-Zerbst         |  |  |       |  |  |                                      |  |  |                                     |  |
| Elisabetta Amalia d'Assia-Darmstadt       |                           | Maddalena di Brandeburgo          |                                     |  |  |       |  |  |                                      |  |  |                                     |  |
|                                           |                           | Giovanni Giorgio I di Sassonia    | Cristiano I di Sassonia             |  |  |       |  |  |                                      |  |  |                                     |  |
|                                           |                           | Giovanni Giorgio I di Sassonia    | Cristiano I di Sassonia             |  |  |       |  |  |                                      |  |  |                                     |  |
|                                           |                           | Giovanni Giorgio I di Sassonia    | Sofia di Brandeburgo                |  |  |       |  |  |                                      |  |  |                                     |  |
| Sofia Eleonora di Sassonia                |                           | Giovanni Giorgio I di Sassonia    |                                     |  |  |       |  |  |                                      |  |  |                                     |  |
|                                           |                           | Maddalena Sibilla di Hohenzollern | Alberto Federico di Prussia         |  |  |       |  |  |                                      |  |  |                                     |  |
|                                           |                           | Maddalena Sibilla di Hohenzollern | Alberto Federico di Prussia         |  |  |       |  |  |                                      |  |  |                                     |  |
|                                           |                           | Maddalena Sibilla di Hohenzollern | Maria Eleonora di Jülich-Kleve-Berg |  |  |       |  |  |                                      |  |  |                                     |  |
|                                           |                           | Maddalena Sibilla di Hohenzollern |                                     |  |  |       |  |  |                                      |  |  |                                     |  |